# 10678 Alilagoa
10678 Alilagoa este o planetă minoră (asteroid), cu un diametru de 1,996 km, din centura de asteroizi. A fost descoperită pe 25 iunie 1979 la Observatorul Siding Spring de Eleanor F. Helin. 
Obiectul prezintă o orbită caracterizată de o semiaxă mare de 2,2671625 UAi, o excentricitate de 0,14, o înclinație de 5,84355 ° în raport cu ecliptica.